# مارتينا ألتنبيرغر
مارتينا ألتنبيرغر هي متزلجة جبال بارالمبية نمساوية. مثلت النمسا في التزلج الجبلي في دورة الألعاب البارالمبية الشتوية لعام 1988 التي أقيمت في إنسبروك، وحازت ثلاث ميداليات ذهبية.

## الحياة المهنية
شاركت مارتينا في بطولة العالم للتزلج لذوي الاحتياجات الخاصة عام 1986 .
شاركت مارتينا ألتنبيرغر في دورة الألعاب البارالمبية الشتوية في إنسبروك عام 1988 عن فئة LW6/8، وفازت بثلاث ميداليات ذهبية: في سباق التعرج الكبير (بزمن قدره 1:45.59)، متفوقة على الأمريكية كاثي بيتشر التي فازت بالميدالية الفضية بزمن قدره 2:00.57 والبولندية إزبيتا دادوك ‏ التي فازت بالبرونزية بزمن 2:06.05،  وفي سباقالتعرج (بزمن 1:15.63؛ وحلت ثانياً غونيلا أهرين ‏ بزمن 1:19.09 وفي المركز الثالث إزبيتا دادوك ‏ بزمن 1:37.46)،  وسباق المنحدرات (انتهت السباق في 1:13.87 متقدمة على نانسي جوستافسون التي سجلت زمناً قدره 1:14.51 وجونيلا أهرينين التي سجلت زمناً قدره 1:17.64.
تدربت مارتينا ألتنبيرغر مع فريق Skiclub Niedernsill.